# Drimia pumila
Drimia pumila là một loài thực vật có hoa trong họ Măng tây. Loài này được ined. mô tả khoa học đầu tiên.